# Blue Streak
Blue Streak är en amerikansk film från 1999 i regi av Les Mayfield och med manus av John Blumenthal, Stephen Carpenter och Michael Berry. I huvudrollen ses Martin Lawrence.

## Handling
För två år sedan gömde juveltjuven Logan Miles ett byte från en kupp på en byggarbetsplats strax innan han åker fast. Efter att ha suttit av sitt straff i fängelset är han nu på fri fot igen och på jakt efter diamanten. Byggnaden han gömde den i är nu färdigbyggd, men - det är en ny polisstation! Miles inser att den enda vägen in dit, för att få tag i diamanten, är som polis eller i handbojor. Han var tvungen för att bli polis att veta vad en polis gör men han lär sig det via att titta på programmen Cops.

## Rollista (i urval)
- Martin Lawrence – Logan Miles
- Peter Greene – Deacon
- Luke Wilson – Luke Wilson
- David Chappelle – Tulley
- Nicole Ari Parker – Det. Melissa Green